# Jacob Bock
Jacob Bock (* um 1684 im Königreich Kongo, heutiges Angola; † 23. August 1704 am Hohen Markt in Wien) war der erste Angolaner in Wien und wurde wegen seiner Teilnahme am sogenannten „Lakaientumult“ durch den Strang hingerichtet.

## Leben
Über die Lebensumstände des Angolaners ist nur wenig bekannt. Er ist um 1684 im Königreich Kongo geboren, das damals ein mächtiger Feudalstaat war. Portugal schickte Missionare und der wachsende Bedarf Europas an Sklaven entvölkerte ganze Landstreiche. Die meisten Sklaven kamen auf Plantagen in Brasilien zum Einsatz, viele wurden nach Portugal verschickt. Der Wiener Missionar Laimbeckhoven berichtete von tausenden Afrikanern in Lissabon. Bock dürfte ebenfalls über Portugal nach Österreich gekommen sein. In Wien bewegte er sich in Kreisen von Dienern der Aristokratie.

### Lakaientumult
Am 18. August 1704 trafen sich Lakaien, Kutscher, Leibwächter und Kuriere in einem Wirtshaus in der Wiener Innenstadt, nahe des Grabens. Dort kam es zu einer Rauferei zwischen zwei adeligen Lakaien. Die Rumorwache, ein städtischer Wachkörper, schritt ein und verhaftete die beiden Lakaien. Nun eskalierte die Lage. Auf der Straße schlossen sich Passanten spontan einer wachsenden Demonstration an. Die Wachebeamten zogen sich in das Gasthaus Zum Goldenen Lamm in der Naglergasse zurück und warteten auf Verstärkung. Bock und andere Demonstranten versuchten Tor und Fenster des Gebäudes einzuschlagen, um die beiden gefangengenommenen Lakaien zu befreien. Die zweite Einheit der heranrückenden Rumorwache erkannte in Bock den Haupträdelsführer und nahm ihn fest. Den Demonstranten gelang es, die Wachebeamten in die Flucht zu schlagen und Bock zu befreien. Die Demonstration zog über den Graben zum Neuen Markt, wo eine Polizeistation geplündert und angezündet wurde. Ein Schuss löste sich, wobei ein 16-jähriger Straßenmusiker getötet wurde. Zu diesem Zeitpunkt nahm Bock nicht mehr an der Demonstration teil. Schließlich griff Militär ein und beendete den Tumult. Nachtwächter fanden Bock schlafend auf einem Sandhaufen und verhafteten ihn.

### Hinrichtung in Wien
Bock stand als einziger Beschuldigter vor Gericht. Obwohl ihm eine Teilnahme an den Geschehnissen am Neuen Markt nicht nachgewiesen werden konnte, wurde der ungetaufte „Mohr“ als Urheber des Lakaientumults identifiziert und zum Tode verurteilt. Die Wiener Zeitung berichtete: „Eodem wurde ein getauffter Mohr Nahmens Jacob Bock“ am Hohen Markt „auffgehenckt“. Infolge der Ereignisse befehligte der Stadtkommandant, dass Lakaien und Dienern keine weiteren Zusammenkünfte erlaubt sind. Außerdem war es ihnen nun „bey Lebensstraff“ verboten, die „geringste ungelegenheit anzufangen“.

## Rezeption
Die Hinrichtung selbst fand unter großer öffentlicher Aufmerksamkeit statt. Die Geschichte vom „aufgehenkten Mohren“ wurde noch in der Zeit des Nationalsozialismus als Teil einer rassistisch gefärbten, lokalpatriotischen Präsentation des Hohen Marktes bemüht.
Zu seinem 300. Todestag gab der österreichische Historiker Walter Sauer dem Rádio Nacional de Angola ein Interview über die Lebensgeschichte von Bock. Außerdem fand im Juni 2004 ein runder Tisch mit Historikern und namhaften Persönlichkeiten in Luanda statt, wo über seine historische Bedeutung diskutiert wurde. Der angolanische Kulturminister Boaventura Cardoso sprach sich dafür aus, die Geschichte des jungen Angolaners als verpflichtenden Gegenstand im Schulunterricht aufzunehmen.